# Seututie 632
Pour les articles homonymes, voir Route 632.
La route régionale 632 (finnois : Seututie 632) est une route régionale allant de la route régionale 624 jusqu'à l'aéroport de Jyväskylä en Finlande,,.

## Présentation
La seututie 632 est une route régionale de Finlande-Centrale.